# آشپزی ایرانی

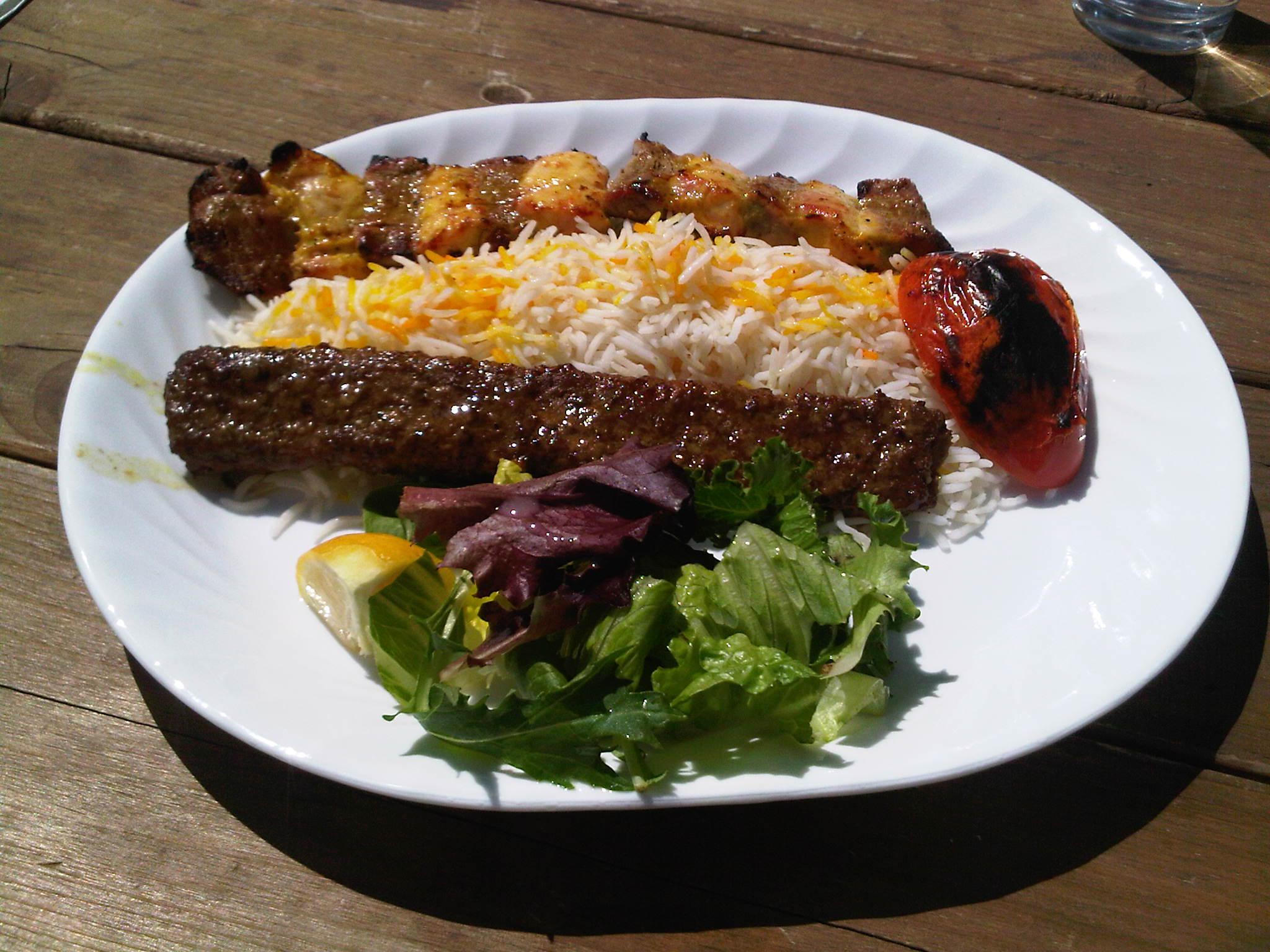
چلوکباب، از خوراک‌های پرهوادار ایرانی که با برنج و گوشت تهیه و معمولاً با کره و سبزیجات سرو می‌شود.

آشپزی ایرانی شامل انواع مختلفی از آشپزی‌های منطقه‌ای و سنتی است که بومی فلات ایران هستند. با توجه به دامنۀ تنوع در نوع خاک، آب و هوا، فرهنگ گروه‌های قومی و اشتغال، تفاوت قابل ملاحظه‌ای بین انواع مختلف آشپزی ایرانی وجود دارد که هر کدام از آنها از ادویه‌ها، سبزی‌ها، تره‌بار و میوه‌های محلی در دسترس خود استفاده می‌کنند. آشپزی ایرانی با دیگر فرهنگ‌های خوراک پیرامون خود مانند آشپزی هندی، آشپزی خاورمیانه‌ای، آشپزی عربی، آشپزی ترکی و آسیای مرکزی در ارتباط قرارداشته و در نتیجۀ تعاملات این کشور با جوامع دیگر، همچنان در حال تکامل است. با وجود تأثیر روش‌های آشپزی جهان عرب و شبه‌قاره‌ای، اما آشپزی ایران به اندازهٔ زیادی محصول جغرافیا و محصولات خوراکی درون ایران است. در غرب به آشپزی ایرانی آشپزی پارسی (Persian cuisine)‌ نیز گفته می‌شود که با توجه به نام تاریخی ایران در غرب، گسترش یافته‌است.
برنج یک مادهٔ اصلی در رژیم غذایی ایرانیان است و گوشت (بیشتر گوسفند) تقریباً در هر وعدهٔ خوراک ایرانی نقش دارد. سبزیجات برای رژیم غذایی ایرانی دارای اهمیت است و پیاز تقریباً در هر غذا استفاده می‌شود. دام‌داری مدت‌هاست که بخش کهن اقتصاد این کشور بوده‌است و فراورده‌های لبنی همانند شیر، پنیر و به ویژه ماست، به‌طور معمول در سفرهٔ ایرانیان یافت می‌شوند. آشپزی اصیل ایرانی، تمایل به ایجاد مزه‌های لطیف و تهیهٔ غذاهایی با مقدمات نسبتاً ساده، مانند خورش و گونه‌های کباب را دارد. برجسته‌ترین ادویه که در ایران استفاده می‌شود، زعفران است؛ اما بسیاری از طعم‌دهنده‌های دیگر، از جمله لیمو، نعنا، زردچوبه و گلاب به اندازهٔ عناصری چون انار و گردو در خوراک ایرانی به‌کار برده می‌شوند.
به جز برنج، نان هم در رژیم غذایی مردم ایران، یک مادهٔ اصلی به‌شمار می‌رود. بربری، تافتون، لواش و در پایان، سنگک که سرآمد نان‌های ایرانی است، توسط ایرانیان مصرف می‌شوند. ایرانیان در پخت انواع چلو، از ته‌دیگ سیب زمینی، زرشک، زعفران و آجیل بهره می‌برند. در رستوران‌های این کشور، بیشتر خوراک اصلی را انواع کباب تشکیل می‌دهد؛ رایج‌ترین موارد آن، شامل کباب بختیاری، چلوکباب، جوجه‌کباب، کباب کوبیده و کباب سلطانی می‌شود. خوراک‌های ایرانی همانند سبزی پلو با ماهی، آبگوشت، دلمه، زرشک‌پلو، سبزی‌پلو، فسنجان، قرمه‌سبزی و میرزاقاسمی به سفرهٔ ایرانی، گوناگونی قابل توجهی می‌بخشند. انواع شیرینی‌های ایرانی نیز به عنوان دسر استفاده می‌شوند. فالوده و بستنی ایرانی از مهم‌ترین دسرهای این کشور هستند. ایرانیان، معمولاً صبحانه و چای را در رژیم غذایی خود دارند. ناهار حکم وعدهٔ اصلی را دارد و شام معمولاً سبک‌تر است. خاویار ایران در جهان آوازه دارد و ایران، زمانی مقام نخست تولید خاویار در جهان را داشت. شراب ایرانی نیز تاریخچه‌ای طولانی دارد و این کشور از قدیمی‌ترین تولیدکنندگان نوشیدنی‌های الکلی است؛ اگرچه در دوران جمهوری اسلامی با ممنوعیت به همراه مجازات روبرو بوده‌اند.

## پیشینه
در تاریخ افسانه‌ای ایران آمده‌است که پختن غذا و خوردنی از دوران پادشاهی ضحاک آغاز شد. پیش از آن دیوها به این هنر آشنایی داشتند و انواع آش‌ها و باهای خوش و خوردنی‌های لذیذ را می‌پختند. از میان نوشته‌هایی که از زبان پهلوی در دست است در رساله دلکش خسرو کواتان و ریتک (خسرو و ریدگ) نکاتی دربارهٔ خورشت ها و خوردنی‌ها و شیوهٔ بکار بردن و چگونگی آن‌ها در دوره ساسانی به دست می‌آید که در تنظیم تاریخ آشپزی در ایران مآخذ معتبر است. نام بسیاری از طعام‌های ایرانی و اصطلاحات طباخی که معرب‌شده‌است در کتاب‌های زبان عربی دیده می‌شود. در زبان عربی کتاب‌های چندی در زمینهٔ آشپزی وجود دارد که با پخت‌وپز ایرانیان بی ارتباط نیست چه از حیث اصطلاح و واژه میان این دو دسته شباهت‌هایی دیده می‌شود. این امر احتمالاً به این سبب بوده‌است که در دستگاه‌های دیوانی و اداری خلفای عباسی تعداد زیادی از ایرانیان دخیل بودند و طبعاً آداب و عادات آنان در زندگی اعراب نفوذ کرده، از جمله روش آشپزی ایران در زمان عباسیان مورد توجه قرار گرفته‌است. در زبان فارسی ۴ کتاب مستقل در آشپزی شناخته شده‌است که عبارتند از:
1. کارنامه در باب طباخی و صنعت آن تألیف حاجی محمدعلی باورچی بغدادی از عصر شاه اسماعیل
2. مادةالحیوة از نورالله آشپز شاه عباس
3. «نسخه شاه جهانی» این کتاب در دوران پادشاهی شاه جهان (۱۰۲۷–۱۰۶۸) از پادشاهان مغولی هند تألیف شده‌است.
4. «کارنامه» تألیف نادر میرزا نویسندهٔ کتاب تاریخ تبریز است که در عصر قاجار نوشته شده‌است.[۹]

## فهرست غذاهای ایرانی
در ایران بیش از ۲۵۰۰ نوع غذا شناسایی شده‌است.
| فارسی       | نام انگلیسی    | نوع          | ترکیبات                                  | تصویر | فارسی         | نام انگلیسی       | نوع      | ترکیبات                                  | تصویر |
| ----------- | -------------- | ------------ | ---------------------------------------- | ----- | ------------- | ----------------- | -------- | ---------------------------------------- | ----- |
| آش          | Āsh            | میان‌وعده     | آب، سبزیجات رشته، حبوبات                 |       | اشکنه         | Eshkenh           | غذا      | تخم‌مرغ نان پیاز، آب، ادویه               |       |
| باقلاپلو    | Baghla Polo    | غذا          | باقالا، برنج سبزیجات گوشت                |       | بریان (بریون) | Beryani           | غذا      | گوشت، روغن نعنا، گردو                    |       |
| ترشی        | Torshi         | چاشنی        | میوه‌جات سبزیجات سرکه، آب                 |       | حلوا          | Halva             | دسر      | آب، آرد، شکر هل، گلاب                    |       |
| خاگینه      | Khagine        | دسر          | تخم‌مرغ نعنا، زردچوبه                     |       | خورش قیمه     | Khoresh           | غذا      | لپه، گوشت آب سیب‌زمینی                    |       |
| سمبوسه      | Sambose        | غذا          | نان، گوشت سبزیجات حبوبات                 |       | شربت          | Sharbat           | نوشیدنی  | آب، شکر طعم دهنده                        |       |
| شله زرد     | Shole Zard     | دسر          | آب، برنج زعفران ادویه‌جات                 |       | آبگوشت        | AbGosht           | غذا      | آب، گوشت سبزیجات حبوبات                  |       |
| شیربرنج     | ShirBerenj     | چاشنی        | شیر، شکر برنج، شیره                      |       | شیرین‌پلو      | Shirin Polo       | غذا      | برنج، پرتغال زعفران، فلفل سیاه           |       |
| عدس‌پلو      | Adas Polo      | غذا          | عدس، ادویه‌جات برنج، سبزیجات              |       | هلیم          | Halim             | میان‌وعده | گندم، جو عدس، گوشت                       |       |
| قلیه ماهی   | Gheliye Mahi   | غذا          | تمر هندی، ماهی، گشنیز، شنبلیله، ادویه‌جات |       | قلیه میگو     | Geliye Meigoo     | غذا      | تمر هندی، میگو، گشنیز، شنبلیله، ادویه‌جات |       |
| فرنی        | Kheer          | غذا          | آرد برنج، گندم شیر، شکر                  |       | عدسی          | Adasi             | غذا      | عدس، پیاز، نعنا آرد، ادویه‌جات            |       |
| کاچی        | Kachi          | دسر          | آرد، شکر، گلاب روغن، زعفران              |       | کباب          | Kabab             | غذا      | کباب، ادویه‌جات                           |       |
| کله پاچه    | KalePache      | غذا          | سر گوسفند، روغن آب، ادویه‌جات             |       | کلوچه         | Koloche           | میان‌وعده | آرد گندم شکر، روغن                       |       |
| کوفته       | Kofteh         | غذا          | سبزیجات، گوشت آب، برنج                   |       | آلبالوپلو     | Albalo Polo       | غذا      | آلبالو، برنج آب، سبزیجات                 |       |
| دلمه        | Dolme          | غذا          | گوشت، سبزی برگ مو، سیب‌زمینی              |       | دمپختک        | Dampokhtak        | غذا      | برنج، رب، پیاز روغن، فلفل                |       |
| رشته‌پلو     | Reshte Polo    | غذا          | گوشت، پیاز کشمش، خرما                    |       | کوکو          | KoKo              | غذا      | سبزیجات، تخم‌مرغ آرد، سیب‌زمینی            |       |
| زرشک‌پلو     | Zershk Polo    | غذا          | مرغ، زرشک، برنج رب، ادویه‌جات             |       | سبزی‌پلو       | Sabzi Polo        | غذا      | برنج، سبزیجات زعفران، ماهی               |       |
| کتلت        | Kotlet         | غذا          | گوشت، سیب‌زمینی پیاز، تخم‌مرغ              |       | کلم‌پلو        | Kalam Polo        | غذا      | کلم، برنج، سبزیجات                       |       |
| کله‌جوش      | KalJosh        | غذا          | پیاز، کشک زردچوبه، روغن، گردو            |       | لوبیاپلو      | Loobiya Polo      | غذا      | برنج، لوبیا سبز، گوشت                    |       |
| میرزاقاسمی  | Mirza Ghassemi | غذا          | بادنجان، ادویه‌جات تخم‌مرغ سبزیجات         |       | نخودپلو       | Nokhod Polo       | غذا      | نخود، برنج حبوبات، سبزیجات               |       |
| یتیمچه      | Yatimche       | غذا          | بادنجان، گوجه سیب‌زمینی، پیاز             |       | ترخینه        | Tarkhine          | غذا      | گندم، دوغ سبزی، حبوبات                   |       |
| ته‌چین       | Tachin         | غذا          | برنج، ماست تخم مرغ، زعفران               |       | کباب چنجه     | Kabab Chenje      | غذا      |                                          |       |
| فسنجان      | Fesenjan       | غذا          | گردو، رب انار، گوشت                      |       | شیشلیک        | ShishLik          | غذا      | گوشت بره                                 |       |
| قورمه‌سبزی   | Ghorme Sabzi   | غذا          | سبزی، گوشت، لوبیا                        |       | املت          | TokhmeMorgh Gojeh | غذا      | تخم مرغ، گوجه                            |       |
| کشک بادمجان | Kashk Bademjan | غذا          | بادنجان، کشک، نعنا گردو، پیاز، سیر       |       | هلیم بادمجان  | Halim Bademjan    | غذا      | گوشت، بادمجان برنج، پیاز، آب             |       |
| آش دوغ      | yogurt soup    | غذا-میان‌وعده | دوغ، سبزیجات، نخود، نمک و فلفل           |       |               |                   |          |                                          |       |